# Resident Evil 2
Resident Evil 2 —cuyo título original es Biohazard 2 (バイオハザード2 Baiohazādo Tsū?, «Peligro biológico 2»)— es un videojuego de terror y supervivencia de disparos desarrollado y publicado por Capcom para la PlayStation. Capcom anunció al mismo tiempo la versión para Sega Saturn. Debido a los atrasos en su desarrollo y en las dificultades técnicas para lanzar ambas versiones, la conversión a Saturn se canceló para ser anunciada en Dreamcast meses después.
El jugador controla al policía novato Leon S. Kennedy y a la estudiante universitaria Claire Redfield, quienes deben escapar de Raccoon City después de que sus ciudadanos son transformados en zombis por un arma biológica dos meses después de los eventos del Resident Evil original. La jugabilidad se centra en la exploración, los acertijos y el combate; La principal diferencia con su predecesor son los caminos ramificados, y cada personaje jugador tiene historias, compañeros y obstáculos únicos.
La trama tiene lugar dos meses después de los acontecimientos del primer juego. Transcurre en Raccoon City, una ciudad estadounidense ficticia cuya población en su mayoría ha sido transformada en zombi por el virus-T, un arma biológica desarrollada por la compañía Umbrella. Mientras huyen de la ciudad, el oficial Leon S. Kennedy y la estudiante universitaria Claire Redfield se conocen y unen a otros supervivientes, y descubren que Umbrella trata de apoderarse de una muestra del nuevo virus para continuar con sus experimentos biológicos en seres humanos. 
Desarrollado por un equipo de aproximadamente cincuenta personas en un año y nueve meses, Resident Evil 2 fue dirigido por Hideki Kamiya y producido por Shinji Mikami. Tuvo una versión previa llamada Resident Evil 1.5, descartada cuando su desarrollo rondaba entre 60-80 % porque su productor la consideró «sosa y aburrida». La versión definitiva contó con escenarios diferentes y una presentación de la historia más cinematográfica, apoyada por una banda sonora que emplea distintos motivos y composiciones orquestales.
El sistema de juego de Resident Evil 2 está centrado en la exploración de los escenarios, la resolución de acertijos y el combate. La principal novedad respecto a su predecesor es el Zapping System, el cual permite jugar distintos acertijos e historias dependiendo del personaje que se elija al comenzar la partida, agregando rejugabilidad. Tras su estreno, la mayoría de los críticos elogió el ambiente, los gráficos y el audio del juego, aunque también hubo comentarios desfavorables respecto a sus controles, la actuación de voz y algunos elementos de su sistema de juego. Desde su publicación se han vendido más de seis millones de copias del juego en todo el mundo, y es el título más exitoso de la serie sin tener en cuenta los relanzamientos en otras consolas. Una década después de su primer lanzamiento, fue incluido en cinco listas de los «mejores juegos de la historia». Su éxito llevó a la producción de diferentes adaptaciones para otras plataformas de juego como PC, Nintendo 64, Dreamcast y Nintendo GameCube, así como de cómics, álbumes de teatro y radioteatros que continuaron la trama original. En agosto de 2015 Capcom anunció la producción de una nueva adaptación de Resident Evil 2 para las videoconsolas de octava generación que fue publicado en enero de 2019 para PC, PlayStation 4 y Xbox One.

## Argumento

Logotipo de la Corporación Umbrella

La trama del juego tiene lugar dos meses después de los sucesos de Resident Evil, en Raccoon City, una localidad ficticia ubicada en zonas montañosas del Medio Oeste estadounidense. La mayoría de sus habitantes han sido transformados en zombis por efecto del virus-T, un arma biológica desarrollada en secreto por la compañía farmacéutica Umbrella. La trama se centra en Claire Redfield, una joven que busca a su hermano desaparecido Chris, y en el oficial de policía Leon S. Kennedy, quien llegó a la ciudad puesto que aquel momento coincidió con su asignatura al departamento de Policía de Raccoon City, siendo su primer día en el trabajo. Al llegar a Raccoon, ambos acuden al Departamento de Policía de la ciudad para protegerse de los zombis. En el interior de las instalaciones se percatan de que la mayoría de los oficiales están muertos y se enteran también, por medio de un diario personal abandonado en el sitio, de que Chris se marchó de la ciudad para investigar la sede de Umbrella en Europa. Antes de dejar la ciudad, tanto Claire como Leon se separan con el fin de buscar supervivientes.
En su camino, Claire se encuentra con Sherry, una niña que huye de una criatura mutante que la persigue. Tras ayudarla, se entera de que Brian Irons, el jefe de la estación de policía, fue sobornado por Umbrella para ocultar los experimentos que la compañía estaba llevando a cabo en las afueras de la ciudad y que resultaron en la producción de un nuevo virus zombi denominado «virus-G», capaz de convertir a un ser humano en un arma biológica. Al encontrarse con Irons, este trata de matar a Claire pero es asesinado por un mutante infectado con el virus-G. Para escapar de la criatura, Sherry y Claire se introducen en las alcantarillas y después de ello se separan.
Mientras tanto Leon conoce a Ada Wong, quien está buscando a su novio John, un investigador de Umbrella. Ada opta por seguir su rumbo pese a que Leon le recomienda acompañarlo, y más tarde ella se encuentra con Sherry. En el camino recoge un colgante de oro que la niña había extraviado durante la persecución de la criatura mutante. Tras llegar a las alcantarillas de la ciudad, vuelve a encontrarse con Leon que esta vez le insiste en permanecer con ella para protegerla. En ese momento una mujer aparece repentinamente y le dispara a Ada, pero Leon se interpone en el recorrido de la bala y resulta herido. Ada persigue por las alcantarillas a la mujer y finalmente logra alcanzarla. Esta le confiesa que se llama Annette, que es la madre de Sherry y que su esposo, William Birkin, es el científico responsable de la creación del virus-G. Este se inyectó el virus en su propio cuerpo para evitar que la corporación Umbrella le arrebatara su creación, lo que provocó que se transformara en el monstruo que instantes antes había perseguido a Sherry. Mientras conversan, Annette observa el colgante que trae consigo Ada y reconoce que es de su hija, por lo que trata de arrebatárselo pero en el forcejeo cae desde una zona elevada y Ada la da por muerta. Antes de volver con Leon, Ada se percata de que en el interior del medallón del colgante está almacenada una muestra del virus-G.
Claire vuelve a reunirse con Sherry más adelante, y descubre que Birkin implantó un embrión en el cuerpo de su hija con el fin de producir descendencia. Para ayudarla, Ada, Claire y Leon acuden a una fábrica abandonada en donde esperan hallar la entrada al centro secreto subterráneo de Umbrella. En el trayecto resultan sorprendidos por Birkin, quien hiere de gravedad a Ada y luego huye. Con tal de sanar sus heridas, Leon deja el grupo e intenta buscar material de curación en el edificio. En el proceso es interceptado por Annette, quien le revela que Ada había usado a John para obtener información sobre Umbrella y compartírsela a una organización desconocida que busca hacerse con el virus-G. A continuación aparece una criatura Tyrant que empieza a atacarlos, aunque Annette consigue huir. En ese instante aparece Ada y le ayuda a Leon a derrotar al Tyrant, pero después de conseguirlo ella cae al suelo y Leon la da por muerta. Instantes antes ella le había confesado estar enamorada de él. Mientras tanto, poco antes de abandonar la fábrica Annette se topa con Birkin, quien la hiere mortalmente. Antes de morir, Claire aparece en el sitio y Annette le explica el procedimiento para crear un anticuerpo capaz de eliminar el embrión que su esposo ha implantado en Sherry. Una vez que logran crearlo, se lo inyectan a la niña poniéndola a salvo. Posteriormente el grupo de protagonistas es perseguido por Birkin a bordo de un tren, pero este muere al final durante una explosión. En las escenas finales del juego, Leon revela su intención de acabar con Umbrella mientras abandona Raccoon City junto con Sherry, y Claire continúa con la búsqueda de su hermano. En otras escenas puede verse a Ada con vida y con el medallón con la muestra del virus-G en su poder.

### Personajes

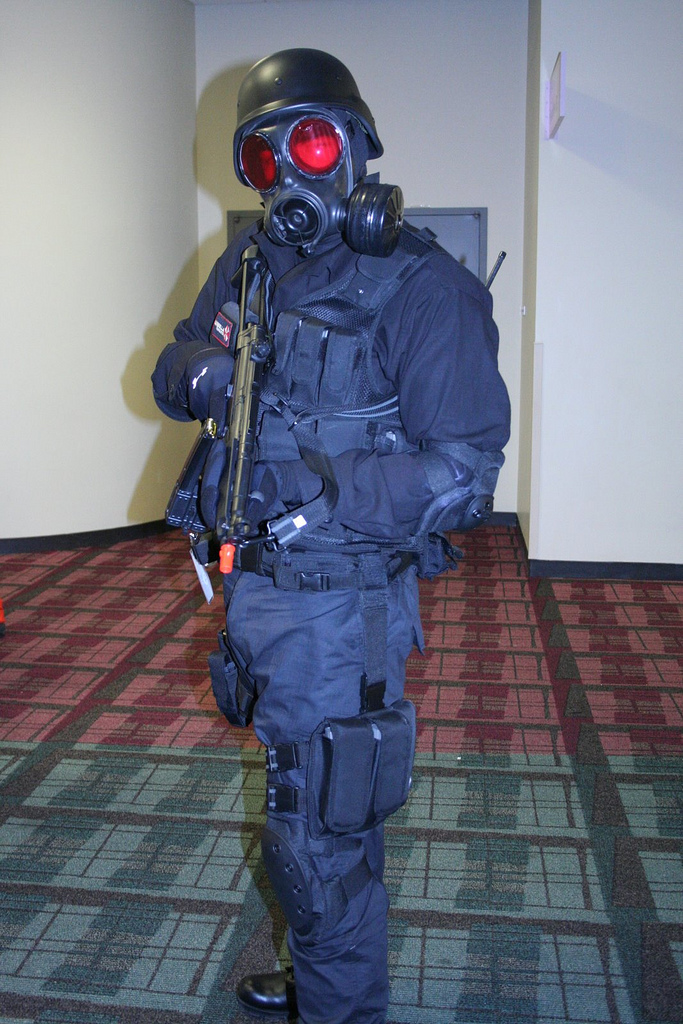
Cosplay de un agente especial de Umbrella

Resident Evil 2 cuenta con dos personajes principales diferentes a los del primer juego: Leon S. Kennedy, un policía en su primer día de servicio en Raccoon City; y Claire Redfield, una estudiante universitaria que llega a la ciudad con el propósito de encontrar a su desaparecido hermano Chris Redfield, uno de los participantes de los sucesos del primer juego. Aunque Leon y Claire se llegan a conocer desde el principio de la trama, durante la mayor parte del juego cada uno va por su propio rumbo buscando otros supervivientes.
Entre los supervivientes se encuentran Ada Wong, una joven que busca a su novio John —un empleado de Umbrella cuyo paradero es desconocido— y que luego se topa con Leon; y Annette y Sherry, esposa e hija de William Birkin, quien a su vez es el creador del virus-G, una nueva arma biológica que hace su primera aparición en este videojuego. No obstante, William es atacado por agentes especiales de Umbrella y, pese a que conoce los riesgos que conlleva, se inyecta a sí mismo su propio virus para salvar su vida, lo cual le transforma en un monstruo. Cabe señalar que Umbrella tiene la intención de apoderarse de este nuevo virus, sin embargo, con excepción del matrimonio Birkin, todos desconocen que Sherry lleva entre sus pertenencias la única muestra existente del virus. Otro personaje notable es el agente especial Hunk, único superviviente del grupo enviado por Umbrella para conseguir la muestra del virus-G.

### Monstruos
Los zombis son los enemigos principales de la serie y aparecen a lo largo del videojuego. Es muy lento, pero a diferencia de la primera entrega ahora se pueden encontrar en grupo en reducidos espacios. Además de los muertos vivientes, es posible cruzarse con Cerberus —perros zombis—, cuervos y arañas gigantes.
Uno de los nuevos enemigos son los Lickers. No tienen piel, son ciegos, reaccionan al sonido, arrastrándose sobre las paredes y utilizan su lengua como un látigo. Ellos se parecen mucho a los Hunter del título anterior. Plantas carnívoras con el tamaño de un humano y que escupen ácido. Los jefes son criaturas más potentes e impresionantes. Algunos son polimórficos y es necesario vencer a cada una de sus fases de mutación del monstruo, una tras otra. Así que dependiendo del escenario, el jugador se enfrentará a William Birkin infectado con el virus-G y al Tyrant.

## Modo de juego
Perteneciente al género horror de supervivencia, Resident Evil 2 utiliza la misma mecánica de juego de Resident Evil en la que el jugador debe explorar su entorno, resolver pistas para poder avanzar en la trama y enfrentarse a monstruos u otras criaturas paranormales. Pueden controlarse cualquiera de los dos personajes principales, a los cuales se les debe equipar con armas de fuego que poseen munición limitada, lo que implica que deben usarse con cautela. A lo largo del juego aparece una pantalla que muestra el nivel de condición física del personaje en un momento dado, y contiene opciones para elegir ya sea un medicamento con el que curar las heridas del personaje o un arma. Se puede conocer también el nivel de salud del personaje por su postura y por la velocidad con la que se mueve. Por ejemplo, si está herido se desplazará con la mano sobre el estómago, o cojeará con lentitud si está al borde de la muerte. En cuanto a la selección de armas, es importante señalar que cada personaje solo puede llevar consigo un número limitado de objetos. El resto deben ser almacenados en cajas que se hallan repartidas en distintos sitios del escenario, permitiendo que el jugador pueda acceder a su contenido en cualquier momento. Los protagonistas son auxiliados por otros personajes secundarios que, si bien forman parte de la inteligencia artificial del juego, en ocasiones pueden ser controlados por el jugador. Para guardar el progreso del jugador, el juego cuenta con una mecánica consistente en localizar unas máquinas de escribir en algunas habitaciones del escenario. Cada vez que se guarda una partida, se gasta una cinta de la máquina. Al principio el juego le proporciona una cantidad limitada de cintas, por lo que el jugador debe encontrar otras cintas adicionales para poder usar esta opción en lo sucesivo.
La diferencia principal respecto al juego anterior es el denominado Zapping System, que permite jugar diferentes hilos narrativos añadiendo lo que se conoce como rejugabilidad. Después de cada partida, el jugador recibe una clasificación basada en el tiempo empleado en completar el escenario, el número de partidas guardadas y los medicamentos utilizados, y en función de sus logros es bonificado con armas y trajes nuevos. El título contiene tres minijuegos independientes: «The 4th Survivor», «The To-fu Survivor» y «Extreme Battle». En los dos primeros, el jugador debe alcanzar el objetivo, disparando contra todos los enemigos que encuentre por el camino, y disponiendo solo de la munición inicial. El tercer juego está compuesto de tres episodios.

## Desarrollo

### Producción
La producción de Resident Evil 2 comenzó a principios de 1996 de forma casi simultánea a la finalización de su predecesora. En su desarrollo participaron empleados nuevos y otros que ya habían colaborado en el juego anterior, que formaron un grupo de 40 a 50 personas que más tarde se integrarían a Capcom Production Studio 4. Para este nuevo proyecto, Hideki Kamiya, que en Resident Evil se había encargado de planificar el sistema, asumió la responsabilidad de dirigir las labores de producción. Unos meses después del inicio de la producción, Capcom mostró algunos avances en el Jump Festa de julio de ese año.
En las primeras fases de desarrollo hubo desacuerdos entre Kamiya y el productor Shinji Mikami. Al principio Mikami se involucró en las decisiones del equipo de desarrollo, pero con el tiempo se limitó a supervisar sus progresos. Mikami confiaba en que Resident Evil 2 quedaría terminado en febrero de 1997, tres meses antes del lanzamiento anunciado por Capcom. Sin embargo, cuando el juego se encontraba en una fase de desarrollo del 60-80 %, la compañía decidió abortar el proyecto. Mikami comentó después que dicha decisión fue tomada porque el juego difícilmente alcanzaría el nivel de calidad deseado en un principio, ya que el sistema de juego era «soso y aburrido». Mikami y la propia prensa suelen referirse a este proyecto inconcluso como Resident Evil 1.5.
La versión 1.5 era muy distinta de lo que luego sería Resident Evil 2. Aunque en las dos versiones el argumento era básicamente el mismo —una invasión de zombis en Raccoon City, dos meses después de lo narrado en el juego anterior—, en la primera versión Umbrella ya no existía, pues había sido clausurada por sus experimentos ilegales. Para mantener el nivel de terror característico de su predecesor, se incluyeron dos protagonistas inexpertos —Leon S. Kennedy y Elza Walker—, cuya trama individual no estaba entrelazada, a diferencia de la versión final donde esto sí ocurre. Originalmente, cada jugador era acompañado por dos personajes auxiliares, mientras que en la edición definitiva solo aparece uno. Leon tenía como compañeros al oficial Marvin Branagh y a la investigadora Linda —más tarde pasó a ser el personaje llamado Ada—, mientras que Sherry Birkin y un hombre llamado John —que aparece en la versión final como Robert Kendo, propietario de una tienda de armas— apoyaban a Elsa. Asimismo, en Resident Evil 1.5 había más interacciones entre el jugador y otros personajes secundarios, principalmente oficiales de policía. Para el diseño de varios de los personajes, los diseñadores Isao Ohishi y Ryoji Shimogama se inspiraron en personas reales; aunque en el caso de Leon, Ohishi se inspiró en su sabueso. Para el físico de Annette Birkin, tomaron como base a la actriz Jodie Foster. La reducción de polígonos en el diseño de los personajes enemigos de Resident Evil 1.5 permitió al equipo de diseñadores agregar más zombis en una misma escena, con lo cual pretendían generar una sensación de miedo y tensión en el jugador. Los personajes jugables podían cambiar su apariencia dependiendo de las modificaciones que hiciera el usuario en su vestimenta. Inclusive su cuerpo lucía malherido cada vez que recibían el ataque de un enemigo. Algunas prendas de la vestimenta de Leon y Elza le proporcionaban un mayor nivel de defensa ante los ataques del rival, o le permitían cargar más accesorios de forma simultánea. En cuanto al diseño de los escenarios cabe señalarse que, en la versión inicial, el departamento de policía contaba con una estética moderna aunque se mantenía apegada a la de un edificio en la vida real. Dicho lugar era también más pequeño en comparación con el que aparece en la edición final. Un último aspecto sobresaliente de la versión 1.5 era la música dinámica como fondo; los temas fueron usados dependiendo del lugar en que se encontrara el protagonista.

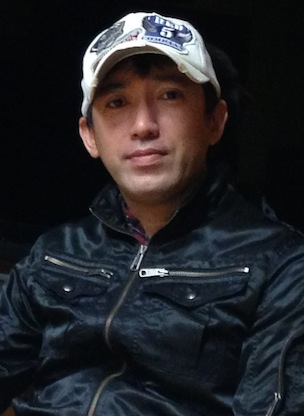
El productor Shinji Mikami se retractó en el desarrollo del juego, después de los desacuerdos creativos con el director

Se dio a conocer también que Yoshiki Okamoto no estaba de acuerdo con el tratamiento que Mikami había dado a la estructura narrativa de Resident Evil para este segundo juego. En su opinión, el argumento de Resident Evil 2 estaba escrito de una forma muy conclusiva, con lo que descartaba la posibilidad de explorar nuevas historias en posibles continuaciones. Okamoto pensaba que Resident Evil tenía el suficiente potencial para convertirse en una franquicia. Su esfuerzo por reescribir la trama, no obstante, resultó complicado. Fue entonces cuando Okamoto conoció al guionista Noboru Sugimura, entusiasta seguidor de la trama del juego original. Aunque al principio Okamoto se sirvió de Sugimura como consultor externo, pronto se dio cuenta de la facilidad con la que resolvía asuntos de la trama para los cuales antes no había encontrado una respuesta satisfactoria. Por tanto, le pidió que se involucrara más en detalle con todo el argumento, dándole incluso la posibilidad de reescribirlo si lo consideraba necesario. Uno de los principales cambios fue la desaparición del personaje de Elza Walker, para incorporar en su lugar al de Claire Redfield, hermana de Chris que había aparecido en el juego anterior. De esta forma, la trama quedó conectada más directamente con la de su predecesora. Okamoto no quería tener desacuerdos con Mikami, por lo que se aseguró de que este revisara cada cambio en la trama original de Resident Evil 1.5 con antelación.
Kamiya también sugirió que el equipo encargado del diseño incorporara una estética más ostentosa en el escenario, con la intención de volverlo más similar a un filme de Hollywood. Para lograr ese cometido, decidieron basarse en el diseño de algunos edificios característicos de la cultura occidental construidos en algunas ciudades japonesas. Mientras una parte del equipo rehacía el argumento, los personajes y escenarios, los demás colaboradores trabajaron en otra producción titulada Resident Evil Director's Cut, que Capcom tenía contemplado lanzar antes de Resident Evil 2 para promocionar la secuela y disculparse con los jugadores por el retraso de la publicación. Para crear los escenarios de Resident Evil 2, utilizaron un software llamado O2. Cada lugar del juego requirió de dos a tres semanas para ser programado por completo. En esta ocasión, a diferencia de la versión 1.5, el equipo prefirió usar una cantidad máxima de hasta siete zombis por toma, lo cual permitió añadir un mayor número de polígonos en los diseños de Leon y Claire, de tal forma que tuvieran un aspecto físico más elaborado. Los gráficos de Resident Evil 2 se componen de personajes y objetos poligonales generados dinámicamente en tiempo real y superpuestos sobre fondos prerenderizados que se representan desde ángulos fijos. En este mismo tema visual, otro cambio notable fue la sustitución de las heridas que aparecían en los cuerpos de los personajes por una cojera cuando reciben algún daño serio por parte del enemigo. Sin embargo, quizá el aspecto más destacable que el equipo de producción introdujo fue el Zapping System; en este nuevo sistema de juego, el usuario puede llegar a conocer distintos hilos narrativos de la misma trama, según el personaje que elija para jugar. Este concepto provino en parte de la película Back to the Future Part II, en cuya trama sus protagonistas viajan en el tiempo, por lo que el espectador puede conocer una perspectiva distinta a la de la primera cinta. Por otra parte los actores que prestaron sus voces para los personajes de Resident Evil 2, todos canadienses, grabaron sus partes antes de que las cinemáticas se hubieran finalizado. Posteriormente, el equipo de producción creó los vídeos de movimiento completo a partir de animaciones stop motion de figuras de acción, generadas a su vez con aplicaciones de gráficos por ordenador. Ada es el único personaje protagonista del juego que no aparece en ninguna cinemática pregenerada, ya que su desarrollo quedó inconcluso cuando el título debía ser lanzado al mercado.
Entre la versión japonesa —Biohazard 2— y la estadounidense del juego existen diferencias importantes; por ejemplo, la edición estadounidense contiene más violencia en las escenas donde un jugador pierde la partida, mientras que la versión nipona posee menor dificultad que su contraparte americana, lo cual se hizo para prevenir que la recepción comercial en Estados Unidos de su edición se vea afectada por la japonesa.

## Banda sonora
La banda sonora de Resident Evil 2 contiene temas musicales que intentan transmitir una sensación de «desesperación» en el jugador. Los encargados de componerla fueron Masami Ueda, Shusaku Uchiyama y Syun Nishigaki. El primero tuvo como responsabilidad crear los motivos, mientras que Uchiyama se hizo cargo de las composiciones de terror que aparecen en las escenas de investigación y las cinemáticas. El tema principal es un motivo de tres notas que aparece en varias ocasiones durante el transcurso de la trama. Para representar los diferentes entornos del juego utilizaron varios estilos musicales que comprenden el género ambient y la música industrial. Un ejemplo notable de estas variaciones es el de las escenas donde aparece Raccoon City, cuyos temas son sonidos de percusión militar, mientras que en el departamento de policía se escuchan sonidos de pianos. En las escenas principales de la trama pueden apreciarse composiciones orquestales que tratan de emular a las que suelen utilizarse en las películas de presupuesto elevado.
Se pusieron a la venta dos álbumes con la música del juego en enero y agosto de 1998. El primero, Biohazard 2 Original Soundtrack, contiene la mayoría de las principales composiciones usadas en el juego, y las demás pistas aparecen en el otro conjunto denominado Biohazard 2 Complete Track, que a su vez incluye un popurrí orquestal y viene acompañado de un CD con los efectos de sonido, voces de los personajes y una entrevista en japonés con el compositor Ueda. Para su lanzamiento en mercados extranjeros hubo diferencias respecto al material original; por ejemplo, en Europa este último disco se distribuyó bajo el título Resident Evil 2 Original Soundtrack, y en América el tema de apertura es «The Beginning of Story» que a su vez se divide en cuatro composiciones individuales. Un disco adicional fue lanzado en 1999, Bio Hazard Orchestra Album, el cual contiene cinco arreglos orquestales grabados durante un concierto en vivo por la New Japan Philharmonic. Ese mismo año, el dj Piston Nishizawa compuso mezclas electrónicas de varias composiciones del juego, que fueron publicadas en el álbum Biohazard 2 Remix: Metamorphoses.

### Lista de canciones
| Biohazard 2 Original Soundtrack |                                          |          |  |
| N.º                             | Título                                   | Duración |  |
| 1.                              | «The Beginning of Story»                 | 3:47     |  |
| 2.                              | «Annette's Recollection»                 | 2:21     |  |
| 3.                              | «Normal End Title»                       | 1:45     |  |
| 4.                              | «Special End Title»                      | 2:17     |  |
| 5.                              | «Credit Line of Whole Staff»             | 2:36     |  |
| 6.                              | «Prologue»                               | 1:32     |  |
| 7.                              | «Raccoon City»                           | 1:50     |  |
| 8.                              | «The Front Hall»                         | 1:36     |  |
| 9.                              | «The First Floor»                        | 2:41     |  |
| 10.                             | «The Second Floor»                       | 2:57     |  |
| 11.                             | «Secure Place»                           | 0:57     |  |
| 12.                             | «Leon With Claire»                       | 1:30     |  |
| 13.                             | «The Library»                            | 1:43     |  |
| 14.                             | «Sherry's Theme»                         | 1:45     |  |
| 15.                             | «The Basement of Police Station»         | 2:05     |  |
| 16.                             | «T'-A»                                   | 1:22     |  |
| 17.                             | «The First Malformation of 'G'»          | 2:20     |  |
| 18.                             | «Ada's Theme»                            | 1:23     |  |
| 19.                             | «The Marshalling Yard (The First Half)»  | 2:31     |  |
| 20.                             | «The Marshalling Yard (The Latter Half)» | 3:44     |  |
| 21.                             | «The Second Malformation of 'G'»         | 1:39     |  |
| 22.                             | «The Underground Laboratory»             | 2:32     |  |
| 23.                             | «Is Ada Spy!?»                           | 2:29     |  |
| 24.                             | «Escape From Laboratory»                 | 3:08     |  |
| 25.                             | «Good Bye, Leon»                         | 2:27     |  |
| 26.                             | «Mother»                                 | 2:04     |  |
| 27.                             | «One More Kiss»                          | 1:06     |  |
| 28.                             | «T'-B»                                   | 2:53     |  |
| 29.                             | «The Third Malformation of 'G'»          | 2:20     |  |
| 30.                             | «And After That...»                      | 1:33     |  |
| 31.                             | «Credit Line»                            | 2:35     |  |
| 67:13                           |                                          |          |  |

| Biohazard 2 Complete Track (Disco 1) |                                              |          |  |
| N.º                                  | Título                                       | Duración |  |
| 1.                                   | «The Evil Eye»                               | 0:24     |  |
| 2.                                   | «Prologue ~To Know The True End~»            | 1:06     |  |
| 3.                                   | «Weapons Don't Give Us Relief»               | 1:00     |  |
| 4.                                   | «Falling Victim to the Ex-Neighbors»         | 0:33     |  |
| 5.                                   | «Drove the Passengers to be the Living Dead» | 1:18     |  |
| 6.                                   | «Left Alone?»                                | 1:24     |  |
| 7.                                   | «The Buildup of Suspense»                    | 0:50     |  |
| 8.                                   | «Screaming Target»                           | 0:29     |  |
| 9.                                   | «Above the Blood Pool»                       | 0:40     |  |
| 10.                                  | «Nothing More to do Here»                    | 2:44     |  |
| 11.                                  | «Hope Against Hope»                          | 1:33     |  |
| 12.                                  | «Who's That Lady?»                           | 1:22     |  |
| 13.                                  | «Madness Under the Mask»                     | 3:06     |  |
| 14.                                  | «Now in Two Pieces»                          | 0:15     |  |
| 15.                                  | «Embryo in its Cradle»                       | 0:25     |  |
| 16.                                  | «His Final Scoop»                            | 0:59     |  |
| 17.                                  | «Destined to be Malformed»                   | 1:27     |  |
| 18.                                  | «Don't Look Up!»                             | 0:21     |  |
| 19.                                  | «Dropping Into the Water»                    | 0:08     |  |
| 20.                                  | «Wandering Alone»                            | 1:40     |  |
| 21.                                  | «Dropping Again»                             | 0:22     |  |
| 22.                                  | «Heads Up!»                                  | 0:16     |  |
| 23.                                  | «Women Squaring Off»                         | 1:16     |  |
| 24.                                  | «The Gigantic Alligator»                     | 0:52     |  |
| 25.                                  | «It' is After You»                           | 0:51     |  |
| 26.                                  | «This is My Nest»                            | 2:44     |  |
| 27.                                  | «Like a Shadow»                              | 1:49     |  |
| 28.                                  | «The Shadow is Gone?»                        | 0:50     |  |
| 29.                                  | «Wreckage of the Mad Experiment»             | 2:02     |  |
| 30.                                  | «Fearful is No Word for It»                  | 2:14     |  |
| 31.                                  | «Maximize Your Survival Instinct»            | 1:28     |  |
| 32.                                  | «To Another Nightmare»                       | 0:28     |  |
| 33.                                  | «The Daredevil Four»                         | 0:58     |  |
| 34.                                  | «Your Mission»                               | 1:07     |  |
| 35.                                  | «Set About the Mission»                      | 1:44     |  |
| 36.                                  | «Mission Accomplished»                       | 0:12     |  |
| 37.                                  | «Under Cover of Darkness»                    | 1:36     |  |
| 38.                                  | «Long and Gloomy Underground Passage»        | 1:57     |  |
| 39.                                  | «We Will Never Die»                          | 1:38     |  |
| 40.                                  | «Find the Final One!»                        | 1:53     |  |
| 41.                                  | «Dawn Never Fails to Come»                   | 1:15     |  |
| 42.                                  | «The Ultimate Bio-Weapon' Medley»            | 8:20     |  |
| 57:07                                |                                              |          |  |

| Biohazard 2 Complete Track (Disco 2) |                       |          |  |
| N.º                                  | Título                | Duración |  |
| 1.                                   | «Start~Cursor»        | 0:41     |  |
| 2.                                   | «Door»                | 1:38     |  |
| 3.                                   | «Foot Step»           | 1:18     |  |
| 4.                                   | «Enemy»               | 8:09     |  |
| 5.                                   | «Weapon»              | 1:30     |  |
| 6.                                   | «Room»                | 3:00     |  |
| 7.                                   | «Character's Voice»   | 0:59     |  |
| 8.                                   | «Sound Staff's Voice» | 4:34     |  |
| 21:44                                |                       |          |  |

## Lanzamientos y plataformas

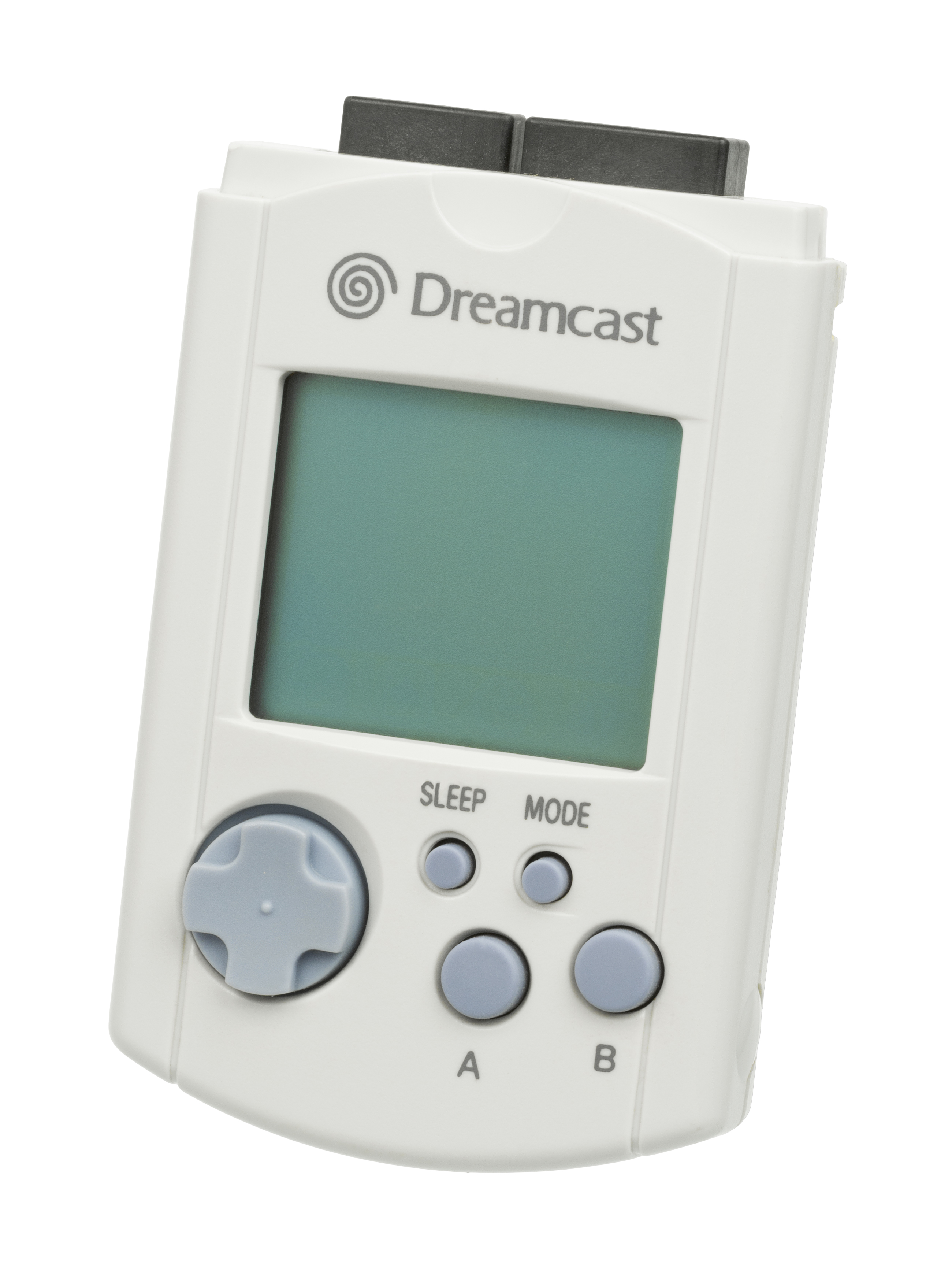
Fotografía en la que aparece un periférico de la consola Dreamcast, de Sega

Desde su lanzamiento en enero de 1998, se han producido distintas adaptaciones del juego original para otras videoconsolas. La mayoría de estas nuevas versiones poseen características novedosas que no están presentes en la versión de PlayStation. La primera adaptación, denominada Resident Evil 2: Dual Shock Version, incluyó un soporte para las funciones de vibración y control analógico del mando DualShock de la PlayStation, además del minijuego desbloqueable «Extreme Battle» y un modo de juego titulado «Rookie», en que el jugador puede comenzar una nueva partida de Resident Evil 2 con su personaje portando una poderosa arma con munición infinita. Para su distribución en Japón, se le agregó a esta versión un modo de juego basado en el nivel de dificultad de la versión occidental —«U.S.A. Version»—.
La mayoría de las siguientes adaptaciones tomaron como base la Dual Shock Version para su desarrollo. Por ejemplo, la versión Resident Evil 2 Platinum, lanzada en EE. UU. para Windows 9x, cuenta con las mismas características de la Dual Shock y difiere solamente en que posee gráficos de una mayor resolución, así como una galería de imágenes en el menú principal de selección, que le permite al jugador ver películas, bocetos, ilustraciones y modelos 3D de los distintos elementos del juego. En febrero de 2006 salió a la venta en Japón una reedición en formato DVD para el sistema Windows XP, desarrollada por Sourcenext, la cual incluyó FMVs interactivos de alta calidad codificados en una resolución de 640×480 píxeles. Otra versión de Platinum para Dreamcast contiene las mismas características de la edición original y cuenta con gráficos que se reproducen a 60 imágenes por segundo, además de una opción que muestra en tiempo real el estado del personaje en la periférica de la unidad de memoria visual. Para su lanzamiento en Japón, la versión de Dreamcast fue denominada Value Plus y venía acompañada de una demo interactiva de Resident Evil Code: Veronica. En 2007, la versión original del juego se subió a la plataforma en línea PlayStation Network para los usuarios de Japón; dos años después, ocurrió lo mismo en EE. UU. con la Dual Shock Version.
Cabe señalar que la adaptación para la Nintendo 64 se distinguió por diferir en varios aspectos en relación con las demás versiones de Resident Evil 2. Se trató del primer juego de la consola que incluía FMV pese a la limitada capacidad de almacenamiento de su cartucho. En su desarrollo, que duró un año y tuvo un coste de 1 000 000 USD, participaron veinte empleados de Capcom Production Studio 3, Angel Studios y Factor 5. Incluyó características que no existen en otras versiones, tales como la posibilidad de elegir trajes alternativos para los personajes principales; una opción para ajustar el grado de violencia y así cambiar el color de la sangre, o para brindar una mayor sensibilidad al mando del jugador; o inclusive poder cambiar la distribución de algunos objetos en el escenario. También se incorporó una serie de dieciséis documentos virtuales que contienen información sobre la serie Resident Evil, conocidos en conjunto como «Ex Files». Estos fueron escritos por Tetsuro Oyama y se hallan escondidos en distintas ubicaciones del escenario. Para su visualización, es posible ajustar la resolución del juego en función del número de modelos poligonales en pantalla; mediante el accesorio Expansion Pak de la consola, la resolución puede llegar a ser de 640×480 píxeles. También, emplea la tecnología de sonido Dolby Surround, en cuya adaptación trabajaron Chris Hülsbeck, Rudolf Stember y Thomas Engel. En el 2003, una adaptación de la Dual Shock apareció para la GameCube de Nintendo.
Otras versiones incluyeron una producida por Capcom en octubre de 1998 para la Sega Saturn, sin embargo esta nunca salió a la venta debido a que fue cancelada por dificultades técnicas durante su fase de desarrollo. Tiger Electronics lanzó una versión 2.5D sprite para su videoconsola portátil Game.com a finales de 1998, que incluía únicamente la historia de Leon, además de carecer varias funciones principales del juego original. En agosto de 2015, Capcom anunció la producción de una nueva adaptación de Resident Evil 2 para las videoconsolas de octava generación.
El 26 de junio del 2024, la plataforma de juegos clásicos GOG.com y en colaboración con Capcom, anunció que tendrán las primeras entregas disponibles para PC, siendo Resident Evil 1, 2 y 3: Nemesis. En el caso de Resident Evil 2, solo se lanza la versión nativa de 1998, no cuenta con mejoras gráficas, pero, sí con la novedad de que se pueda jugar utilizando mandos de control de última generación, ya teniendo los extras disponibles como El 4to sobreviviente, To-Fu y la galería de arte conceptual, se encuentra subtitulada al español y la oportunidad de descargar la versión japonesa. Se pone a la venta el 27 de agosto del 2024.

## Recepción

### Comercial
Con un presupuesto publicitario de 5 millones USD, Resident Evil 2 se convirtió rápidamente en el videojuego más vendido en Estados Unidos durante 1998. Solo en el fin de semana posterior a su lanzamiento, se vendieron 380 000 unidades y recaudó 19 millones USD superando así los ingresos de casi todas las películas del momento y rompiendo los récords de ventas establecidos anteriormente por Final Fantasy VII y Super Mario 64. Con 4,96 millones de copias vendidas, la versión de PlayStation de Resident Evil 2 fue un éxito comercial y es el juego más vendido de la franquicia en una sola plataforma. En marzo de 1999 se pusieron a la venta otros 810 000 ejemplares de la Dual Shock Version. Hasta 2015, más de 6 millones de unidades del videojuego se han vendido en todo el mundo.

### Crítica

#### Versión original
La edición original para PlayStation fue elogiada por la prensa; en GameRankings tiene un puntaje promedio del 93 % y 89 de 100 puntos en Metacritic. La mayoría calificó positivamente el ambiente, gráficos y audio del juego, aunque observaron que sus controles, la actuación de voz y algunos elementos del sistema de juego no cumplían sus expectativas.
Para Ricardo Sánchez, de IGN, la atmósfera de Resident Evil 2 «dio en el clavo» concluyendo que «[los] gráficos, efectos de sonido, música y el nivel de diseño trabajan en conjunto para crear un mundo tenebroso, lleno de horror». En una opinión similar, Ryan Mac Donald, de GameSpot, destacó las cinemáticas del videojuego, las cuales comparó con «un producto hollywoodense», mientras que Paul Mallinson, de ComputerAndVideoGames.com, consideró que la atmósfera, la historia y la presentación de la trama a manera de película son, a su parecer, las características más destacables del juego. No obstante, Mallinson comentó que si bien la trama resulta «descabellada», al final «se mantiene con los pies en la tierra gracias a un guion inteligente y una narración espléndida». La narrativa también fue destacada por Mike Weigand, de GamePro, que calificó los diálogos de los personajes como «hechizantes». Ricardo Sánchez, Brian Davis de GameSpy y Martin Taylor de Eurogamer tuvieron buenos comentarios respecto al Zapping System, que ofrece la posibilidad de disfrutar de distintas perspectivas de la misma trama debido al rejugabilidad. Para Mac Donald, aunque esta mecánica le pareció «un concepto atractivo», percibió que el sistema de juego era infrautilizado.
En cuanto a sus gráficos, varios críticos coincidieron en que presenta mejoras sustanciales respecto a su predecesor. Sánchez y Weigand, por ejemplo, resaltaron los fondos pregenerados por su nivel de detalle e interactividad. En opinión de Mac Donald, las animaciones logran un «verdadero realismo» además de evaluar positivamente el hecho de que el jugador pueda saber la salud del personaje a través de su lenguaje corporal. Otro analista que elogió los gráficos del juego fue Shawn Sackenheim, de Allgame, quien consideró en su reseña que las imágenes del juego estaban «renderizadas a la perfección» y podían ser calificadas como «una obra de arte», además de considerar que la animación se aprecia como «fluida y bizarra». Otro elemento que obtuvo buenas evaluaciones fue la calidad del audio; Weigand lo describió como un «excelente acompañamiento a las escenas», mientras que Sánchez comentó que era «el mejor diseño de sonido para un juego de consola» hasta ese entonces. De acuerdo con el punto de vista de Sackenheim, los efectos de sonido y las pistas musicales son «absolutamente perfectos», mientras que a Mac Donald le gustó cómo incluyeron los estilos musicales para que se asemejaran a las películas clásicas de terror.
Ciertos elementos del sistema de juego recibieron la mayor parte de las críticas negativas por la prensa. Por ejemplo, Sánchez explicó su inconformidad con el concepto de «inventario de objetos» en que el jugador debe ubicar las distintas cajas que se hallan distribuidas en el escenario para poder utilizar algunos ítems. Para Mac Donald, esto resultaba un problema puesto que las cajas están interconectadas entre sí y todos los artículos ocupan el mismo espacio del inventario, independientemente de su tamaño. Asimismo, desaprobó algunos acertijos de la estación de policía al considerar que están «fuera de lugar». Sánchez opinó que estos acertijos resultan menos interesantes que los del primer juego de la serie y son demasiado sencillos de resolver para jugadores más experimentados. Otro aspecto criticado fue el uso de los controles; Sackenheim comentó que «no son lo suficientemente diferentes como para mantener interesados a los jugadores casuales hasta el final del juego», sin embargo, las consideró «fáciles de aprender», mientras que para Sánchez resultó «difícil» manejar las armas. Finalmente algunos analistas también evaluaron con notas negativas la actuación de voz, describiéndola como «ridícula», «atroz» y «tosca».

#### Diferencias entre versiones de consolas lanzadas
- PlayStation: La edición original de Playstation incluye dificultades normal y fácil que salieron en el resto de versiones, mientras la Dual Shock Version tiene niveles normal, fácil y «Arrange Mode» para novatos configurado para los mandos Dual Shock con vibración, y en el menú de pausa está escondido un truco de munición infinita.[7]
- Nintendo 64: La adaptación de Nintendo 64 tiene dificultades normal y fácil, modelados de los personajes totalmente cambiados, se puede modificar la sangre y la violencia en el menú antes de comenzar, se agregan nuevos trajes a los personajes, contiene los «Ex Files» que son documentos exclusivos para esta versión, modos de juego como «Randomizer Mode» que cambia de lugar los objetos del videojuego como balas en vez de las hierbas y viceversa. No posee el minijuego «Extreme Battle».[59]
- Dreamcast: La versión de Dreamcast posee niveles difícil, normal, fácil y en «Arrange Mode» tiene pesadilla, experto y novato. Esta edición del juego incluye cinemáticas en alta resolución las cuales puedes ver en cualquier momento, un menú más interactivo, bocetos y modelados 3D.[40]
- PC: La edición de PC es igual al de Dreamcast con algunas pequeñas diferencias como una baja calidad de los vídeos y mala estabilidad en PCs modernas. (Existe la versión Source Next de este juego teniendo la mayor resolución posible, gráficos y alta compatibilidad en windows modernos). Tampoco incluye el nivel pesadilla en «Arrange Mode», en cambio posee la dificultad difícil que tiene autoapuntar a diferencia de pesadilla que era manual.[71]
- GameCube: La adaptación de GameCube es igual a la de PlayStation pero viene en un solo disco a diferencia del original que incluía dos; posee una alta resolución pero no contiene los contenidos de Dreamcast a pesar de que fue la última versión en salir.[86]

#### Adaptaciones posteriores
Con la excepción de la versión para Nintendo 64, la mayoría de las adaptaciones posteriores de Resident Evil 2 han recibido puntuaciones ligeramente más bajas que la de PlayStation. Weigand aconsejó a los jugadores que ya poseían Resident Evil 2 que alquilaran Dual Shock Ver. por el minijuego «Extreme Battle» y recomendó a los recién llegados comprar la edición actualizada en lugar de la versión original. El lanzamiento para Windows recibió elogios por su contenido adicional, pero se criticó que no permitiera al jugador guardar en cualquier momento, como es habitual en los juegos para PC y no estar adaptado a la resolución normalmente disponible en las pantallas de ordenador. La versión de Nintendo 64 fue ampliamente elogiada por hacer el juego disponible en un solo cartucho de 512 Mbit —64 MB—. Sin embargo, Taylor criticó el juego por retener las escenas de la versión de PlayStation utilizadas para ocultar los largos tiempos de carga de los discos ópticos, a pesar de que los cartuchos no sufren esta desventaja técnica. Un escritor de GamePro bajo el seudónimo de «The Freshman» quedó impresionado con los gráficos mejorados del juego para Nintendo 64, pero se mostró decepcionado por la compresión excesiva de los vídeos. Joe Fielder de GameSpot, consideró que la compresión era aceptable para el formato de cartucho y que las nuevas características del juego compensaban la ausencia del modo Extreme Battle. Matt Casamassina, crítico de IGN, aplaudió la implementación del Dolby Surround y juzgó el lanzamiento de Nintendo 64 como «la mejor versión del juego».
La versión para Dreamcast ofreció un sonido más claro y modelos de los personajes más nítidos, según Shawn Sparks de Game Revolution. Sin embargo, Steve Key, de ComputerAndVideoGames.com, criticó que los fondos de baja resolución hacían destacar demasiado a los personajes y afectaban a la atmósfera del juego. James Mielke, de GameSpot, no creía que la edición de Dreamcast fuera «una compra esencial», pero aun así lo calificó como un «gran juego» y, gracias a su bajo precio de venta, una oferta atractiva. La versión de GameCube fue duramente criticada por su alto precio. Sin embargo, «Four-Eyed Dragon», de GamePro, señaló que esta versión superaba a las otras en los efectos visuales. Davis y Marcos MacDonald, de 1UP.com, echaron en falta las características extra incluidas en la edición de Nintendo 64. Peer Schneider de IGN calificó la edición 2.5D de la consola Game.com como frustrante y solo «parcialmente fiel» a la versión original de Resident Evil 2; aunque consideró que los gráficos y efectos de sonido lograron recrear hasta cierto punto la atmósfera del juego original, concluyó que los controles eran demasiado «lentos» para disfrutar de la experiencia.

#### España e Hispanoamérica
Al igual que la crítica anglosajona, la edición original de Resident Evil 2 obtuvo comentarios positivos por la prensa. En su análisis, en que le otorgó una calificación de 9,5 sobre 10, el sitio web Meristation comentó que las escenas iniciales del juego «[dejan] la boca hecha agua» y que la calidad de los gráficos es «sublime», además de elogiar la inclusión de una mayor cantidad de personajes en pantalla a diferencia del primer juego, lo que permite la aparición de un mayor número de enemigos como los zombis. El portal Viciojuegos.com señaló que los gráficos del videojuego «siguen la misma línea que su predecesor con mejoras añadidas», pero que su «plato fuerte» son sus secuencias de vídeo. El sitio 3Djuegos.com resaltó su sistema de juego, sus gráficos y sus efectos de sonido distinguiéndolos como «los puntos fuertes» del juego. En la página Zonared.com se elogió su trama, sus personajes, su sonido y sus gráficos, y fue catalogada en términos generales como una «obra maestra». Por su parte, la web Jarcors.com dijo que los gráficos «no [están] nada mal», pero señaló que otras ediciones del juego superan en ese aspecto a la versión original.
Algunos elementos del juego tuvieron críticas negativas. Algunos de los puntos desfavorables fueron sus actuaciones de voz y sus diálogos, a los que se tildó de «insufribles», además de la cámara a la que se le nombró «nuestro peor enemigo», debido a los cambios bruscos en sus ángulos. Sobre los acertijos se dijo que eran «repetitivos» y «sencillos de resolver». Además, se desaprobaron los controles, la imposibilidad de saltarse las secuencias de diálogo y la opción para guardar partidas.

## Legado

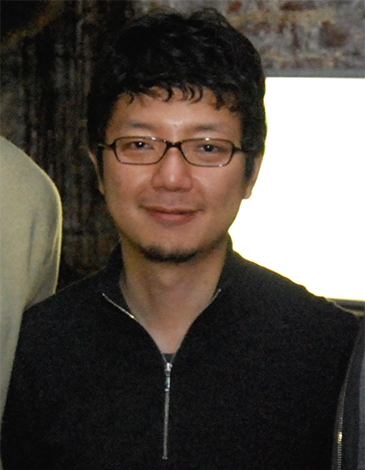
Jun Takeuchi en 2010

La historia de Resident Evil 2 sirvió como base para la producción de varias obras derivadas, que incluyen otros videojuegos. Ted Adams y Kris Oprisko adaptaron los cómics Raccoon City – R.I.P. y A New Chapter of Evil, que fueron publicados en Resident Evil: The Official Comic Book Magazine en marzo y junio de 1998, respectivamente. A su vez, se distribuyeron semanalmente un total de sesenta números del manhua cantonés Shēnghuà Wēijī 2 —lit. «Crisis biológica 2»— desde febrero de 1998 hasta abril del año siguiente. En una edición doble, el cómic taiwanés Èlíng Gǔbǎo II —lit. «Castillo del demonio II»— retomó la historia del juego a manera de comedia romántica centrada en Leon, Claire y Ada. Resident Evil: City of the Dead, un libro escrito por el autor S. D. Perry y publicado en 1999, consiste en una adaptación más directa de la narrativa y fue el tercer lanzamiento de su serie de novelas sobre Resident Evil.
El videojuego para móviles Resident Evil: Uprising contiene una versión condensada de la historia de Resident Evil 2, adaptada por Megan Swaine. Resident Evil: The Darkside Chronicles, un matamarcianos lanzado para la Wii en 2009, incluye un escenario llamado «Memorias de una ciudad perdida», que adapta el argumento original de Resident Evil 2 aunque mantiene las escenas clave del juego. En 2008 el productor de Resident Evil 5, Jun Takeuchi, que había trabajado anteriormente en la serie como diseñador de armas y animador de gráficos, aludió a la posibilidad de un remake directo de Resident Evil 2. Dicho proyecto ya había sido considerado para la plataforma GameCube en 2002, pero Mikami abandonó la idea, ya que no quería retrasar el desarrollo de Resident Evil 4.
Los arcos narrativos del juego fueron ampliados en CD dramas y juegos posteriores. Kyoko Sagiyama, Junichi Miyashita, Yasuyuki Suzuki, Noboru Sugimura, Hirohisa Soda y Kishiko Miyagi –guionistas empleados por la anterior subsidiaria Flagship de Capcom– crearon dos radioteatros titulados Chiisana Tōbōsha Sherry —lit. «Sherry, la pequeña fugitiva»— e Ikiteita Onna Spy Ada —lit. «Ada, la espía mujer, está viva»—, y transmitidos a principios de 1999 por radio Osaka. Más tarde fueron publicados por Suleputer en dos discos distribuidos bajo el título en común Biohazard 2 Drama Album. En Chiisana Tōbōsha Sherry, Sherry intenta reunirse nuevamente con Claire mientras el gobierno de los Estados Unidos y Umbrella trabajan conjuntamente para encubrir el desastre. Por otra parte, en Ikiteita Onna Spy Ada Ada busca a Hunk con el propósito de recuperar el colgante con la muestra del virus-G. Sin embargo, al mismo tiempo debe afrontar un nuevo brote de infección del virus-T.
Los dos álbumes de teatro se consideran «escenarios hipotéticos» y no guardan relación con las versiones posteriores de la serie, en las que Sherry es detenida por el gobierno de Estados Unidos inmediatamente después de los acontecimientos de Resident Evil 2, y Ada conserva el colgante con el virus-G y reanuda sus actividades como espía. Finalmente, en la cronología de la serie de videojuegos, Hunk consigue ofrecerle una muestra del virus-G a Umbrella.
Resident Evil 2 ha gozado de alta estima en los años posteriores a su lanzamiento inicial: Famitsu lo declaró el 4.º mejor juego de la PlayStation. Electronic Gaming Monthly, IGN, Game Informer y Official UK PlayStation Magazine lo incluyeron en sus listas de los 100 mejores juegos de todos los tiempos, en el 62.º, 58.º, 34.º y 6.º lugar, respectivamente. Los lectores de Retro Gamer colocaron a Resident Evil 2 en la 97.º posición en una votación para escoger los mejores videojuegos «retro», y la redacción señaló que «muchos lo consideraban la mejor serie de larga duración». GameTrailers lo clasificó en el cuarto lugar de la lista de juegos que requerían urgentemente una adaptación.

## Adaptación
El 12 de agosto de 2015, el productor Yoshiaki Hirabayashi de Capcom confirmó la información de que una adaptación de Resident Evil 2 estaba en desarrollo. El proyecto, dirigido por Hirabayashi, fue producido por el equipo R&D Division 1 de Capcom. El mismo productor también había trabajado en las remasterizaciones en alta definición de Resident Evil y Resident Evil Zero. Además, dijo que el proyecto fue aprobado gracias al apoyo de los fanáticos de la serie.
La adaptación de Resident Evil 2 es un nuevo juego hecho desde cero. Algunas diferencias con la versión original son la utilización del mismo motor gráfico que Resident Evil 7, RE Engine, y la implementación de nuevos modos de juego. El videojuego fue lanzado el 25 de enero de 2019 para las plataformas de PC, PlayStation 4 y Xbox One.